# Lycaena harae
Lycaena harae är en fjärilsart som beskrevs av Matsumura 1906. Lycaena harae ingår i släktet Lycaena och familjen juvelvingar. Inga underarter finns listade i Catalogue of Life.